# Dactylorhiza kopdagiana
Dactylorhiza kopdagiana är en orkidéart som beskrevs av Helmut Baumann. Dactylorhiza kopdagiana ingår i Handnyckelsläktet som ingår i familjen orkidéer.
Artens utbredningsområde är Turkiet. Inga underarter finns listade i Catalogue of Life.